# Symphonie no 6 de Tchaïkovski
Pathétique
Pour les articles homonymes, voir Symphonie no 6.
La Symphonie no 6 en si mineur op. 74, sous-titrée « Pathétique » (en russe : Патетическая), de Piotr Ilitch Tchaïkovski, fut composée entre février et août 1893.

## Contexte historique
« Je pense qu'il me sera donné d'écrire une symphonie exemplaire : probablement je me battrai jusqu'au dernier souffle pour atteindre la perfection sans jamais y réussir. ». C'est ce qu'écrit en 1891 Tchaïkovski voulant sans regarder le prix à payer immédiatement réaliser cette idée exprimée dans une autre lettre. « Il me vint à l'idée une autre symphonie, cette fois avec un programme restant inconnu de tous, à moins que quelqu'un ne puisse le deviner: l'œuvre sera appelée « une symphonie à programme ». Ce programme est plein d'émotions subjectives, et lors de mon dernier voyage, pendant que j'y pensais, bien souvent j'ai pleuré. Maintenant, de retour à la maison, en moins de quatre jours, j'ai conçu la mise en place du premier mouvement comme aussi j'ai très clairement dans l'esprit la structure globale. Il y aura beaucoup de nouveautés dans cette symphonie en termes de forme. ». Tout cela est dit dans une lettre à son neveu, puisque les relations avec Nadejda von Meck avaient été rompues. Ainsi, Tchaïkovski a commencé à travailler à la composition d'une nouvelle symphonie. « Plus je travaille à l'orchestration, plus je la trouve difficile. Il y a vingt ans, j'aurais terminé plus tôt, sans y penser si fortement, et je m'en serais bien sorti. Maintenant, je suis devenu un vieil homme, sans foi en lui-même. Pendant deux jours entiers j'ai "fait cuire à feu doux" deux pages. Je n'avance pas comme je voudrais, mais je n'abandonne pas. ».
Tchaïkovski a commencé les esquisses, le 16 février [a.s. 4 février] 1893. L'orchestration a été achevée en août. Avec quelques doutes quant au finale, Tchaïkovski a décidé de faire en privé une lecture pour une exécution "portes fermées" le 21 octobre [a.s. 9 octobre] 1893 par un orchestre composé d'étudiants du Conservatoire sous la direction de Vassili Safonov (1852-1918), pianiste, chef d'orchestre, professeur et directeur du Conservatoire de Moscou, estimé par le compositeur.
Le 28 octobre [a.s. 16 octobre] 1893, Tchaïkovski en personne a dirigé la première dans la salle de réunion des seigneurs de Saint-Pétersbourg. Le programme comprenait des œuvres de Laroš et Mozart ainsi que le Concerto pour piano no 1 de Tchaïkovski avec Adele aus der Ohe (1861-1937) comme soliste, qui a également joué quelques pièces pour piano seul, et enfin la Rhapsodie espagnole de Liszt.
L'accueil a été chaleureux soit en raison de la direction du compositeur soit en raison du finale particulièrement adapté pour déclencher les applaudissements de l'auditoire. L'auteur en est sorti bouleversé, puis est allé avec Alexandre Glazounov à un repas rituel avec des amis au Grand Hôtel.
Deux jours plus tard, il a envoyé la partition à son éditeur pour la publication, en lui demandant de mettre en première page la dédicace à son neveu Vladimir Davydov. La symphonie a été publiée en 1894 avec le titre de Pathétique.
La symphonie a été jouée une seconde fois, après la mort du compositeur, qui est survenue le 6 novembre [a.s. 25 octobre] 1893, lors d'une soirée qui en fait a revêtu le caractère d'un hommage. Elle a alors obtenu un franc succès. C'était le 18 novembre [a.s. 6 novembre] 1893 avec comme chef Eduard Nápravník (1839-1916), compositeur et ami de Tchaïkovski, qui avait également créé les opéras La Pucelle d'Orléans, La Dame de pique et Iolanta. La symphonie n'a cessé de gagner en renommée avec le temps.

## Structure
Elle se compose de quatre mouvements :
1. Adagio - Allegro non troppo : si mineur à quatre temps binaires
2. Allegro con grazia : ré majeur à cinq temps binaires
3. Allegro molto vivace : sol majeur à quatre temps ternaires
4. Finale - Adagio lamentoso : si mineur puis majeur à trois temps binaires puis quatre à la fin.

## Analyse

### Premier mouvement
Le premier mouvement est de forme sonate avec une introduction lente (mes. 1-18), une exposition composée de deux groupes thématiques (mes. 19-88 et 89-160), une section de développement (mes. 161-248), une réexposition (mes. 249-334) et une coda (mes. 335-354).
L'introduction ouvre sur un thème présenté par le basson accompagné par les cordes, créant une atmosphère sombre. Ce thème est formé sur la répétition en progression d'une cellule mélodique exposée dans l'Allegro non troppo par les altos accompagnés des violoncelles. Le thème est développé par l'orchestre jusqu'à un bref solo des altos qui conclut le deuxième groupe, une tendre mélodie en ré majeur exposée par les premiers violons et altos en sourdine. Il doit être joué selon les indications de la partition données par le compositeur: Teneramente, molto cantabile, con espansione. Après un épisode de transition en forme de canon, le deuxième thème est répété par tous les violons et altos sans sourdines, accompagnés par l'orchestre dans son ensemble. Après un autre épisode de transition de caractère lyrique, la mélodie est répétée encore, fois ppp et dolcissimo, par la clarinette solo, pour ensuite s'apaiser sur un pppppp du basson.
L'allegro vivo commence par un fortissimo inattendu et constitue la section de développement du mouvement. C'est une page dramatique et impétueuse, fondée principalement sur le premier thème. À la mesure 190, cependant, les trompettes exposent fff - Marcato un fragment du deuxième thème, rapidement englouti par le tourbillon général. À ce stade, sur l'ostinato des violoncelles s'insère un choral des cuivres extrait de la liturgie orthodoxe, intitulé «Dormir avec les Saints », qui alterne avec des motifs introduits par les bois, altos et violoncelles et qui arrive à un nouveau crescendo aboutissant à la reprise fff du thème principal du mouvement. Après la réexposition en si majeur du deuxième thème, le mouvement se termine par une coda basée sur une grande gamme descendante, jouée par les cordes pizzicato, et sur lequel repose un nouveau choral des instruments à vent.
Ce premier mouvement de la symphonie, qui est aussi le plus long, dure environ 20 minutes.

### Deuxième mouvement
Le deuxième mouvement est caractérisé par la mesure inhabituelle de 5/4. C'est la première fois que cette mesure est utilisée dans une symphonie (tandis que dans le domaine de l'opéra, elle avait été utilisée par exemple par François-Adrien Boieldieu dans une aria de La Dame Blanche). Tchaïkovski adopte un regroupement 2 + 3 fois des temps de la mesure, qui donne l'impression d'une valse. D'un point de vue formel, le mouvement a la structure ABA d'un scherzo, auquel Tchaïkovski ajoute une coda basée sur les deux parties de la composition. Avec un tempo pas trop rapide, ce mouvement appartient au genre scherzos avec tempo modéré. Le caractère de la partie A est bien décrit dans les indications de tempo Allegro con grazia, et en effet le mouvement commence comme une détente après le drame du premier mouvement. La partie B en si mineur (qui, dans les scherzos, est appelée «Trio»), apporte à la symphonie une atmosphère de mélancolie et de tristesse. Pendant toute la durée du trio, la mélodie est basée sur une formule rythmique d'une mesure répétée sans cesse à des degrés divers de la gamme et accompagnée par une basse obsédante faite de la répétition constante du ré noire joué par les bassons, timbales et contrebasses (exactement 208 mesures). Après un épisode de transition où alternent les cellules thématiques du trio et de la première mesure du mouvement, il y a une reprise de la partie A. La coda commence avec une phrase singulière de huit mesures, dans laquelle une gamme ascendante en ré majeur des cordes accompagne une gamme descendante des cuivres jouée en notes longues (deux par mesure). Après une alternance des deux motifs principaux, le mouvement se termine sur un accord pianissimo donné par les instruments à vent.
Certains ont décrit ce mouvement comme « un sourire entre les larmes ».

### Troisième mouvement
Le troisième mouvement est un scherzo basé sur un dialogue entre les cordes et les vents, avec l'introduction du thème de tout le mouvement par le hautbois. Le rythme devient de plus en plus impétueux, avec une puissance sonore croissante due particulièrement aux cuivres.

### Quatrième mouvement
La symphonie se termine par un Adagio lamentoso. La désolation résignée de la mélodie va en décroissant chez les cordes, qui devient encore plus tourmentée grâce à la participation des quatre groupes d'instruments, à laquelle répond le son apaisé de la flûte et du basson qui introduisent immédiatement le climat de ce mouvement.

## Orchestration
| Instrumentation de la Symphonie n° 6                                                        |
| Bois                                                                                        |
| 3 flûtes (la 3e prend le piccolo), 2 hautbois, 2 clarinettes (en la), 2 bassons             |
| Cuivres                                                                                     |
| 4 cors (en fa), 2 trompettes (en la et si bémol), 3 trombones (2 ténors et 1 basse), 1 tuba |
| Percussions                                                                                 |
| timbales, cymbales, grosse caisse, tam-tam                                                  |
| Cordes                                                                                      |
| premiers violons, seconds violons, altos, violoncelles, contrebasses                        |

## L'œuvre
Elle fut surnommée « Pathétique » (Патетическая - Patetitcheskaïa - en russe) par Modeste Tchaïkovski, le frère du compositeur, en raison du caractère extrêmement tourmenté de l'œuvre. Son frère ayant proposé le sous-titre initial « Tragique », Tchaïkovski le rejeta, avant d'accepter le sous-titre « Pathétique ». En outre, Tchaïkovski avoua, dans une lettre à son frère, avoir beaucoup pleuré en composant cette symphonie. Détail notable, cette symphonie est la première à terminer par un mouvement lent : Adagio lamentoso (si l'on excepte la Symphonie no 45 « Les Adieux » de Haydn qui se termine aussi par un Adagio mais qui se justifie non par choix esthétique comme ici mais pour incorporer le fameux « gag » final : les musiciens quittant l'orchestre les uns après les autres jusqu'à ce qu'il ne reste plus que le premier violon), ce qui renforce encore le côté pathétique de l'œuvre et le sentiment de désespoir. La mort soudaine du compositeur la même année, quelques jours après avoir dirigé la création de cette symphonie, fit courir la rumeur qu'il y avait, comme Mozart, composé son propre requiem. La citation de la messe pour les morts de l'Église orthodoxe dans le premier mouvement est un des éléments qui appuient cette thèse.
La sixième symphonie est dédiée à Vladimir Davydov (le neveu du compositeur) et son exécution dure environ 45 minutes. Pour les extrêmes, l'enregistrement de Léonard Bernstein en 1961 avec l'Orchestre philharmonique de New York dure 58 minutes, et celui d'Oskar Fried en 1931 est bouclé en 39 minutes.
La première représentation eut lieu à Saint-Pétersbourg le 28 octobre 1893 sous la direction du compositeur lui-même. L'accueil du public fut cependant très mitigé. Ce n'est que trois semaines plus tard, sous la baguette de Eduard Nápravník, que la Pathétique connut le véritable succès. Malheureusement, entre-temps Tchaïkovski était mort.
On notera qu'en août 1893, Tchaïkovski arrangea une version de sa sixième symphonie pour deux pianos (quatre mains).

## Partitions autographes
La partition manuscrite de Tchaïkovski est aujourd'hui conservée au Musée national Glinka de la culture musicale à Moscou (ф. 88, No. 60). Sur la page de titre de la partition, l'auteur a écrit : « Pour Vladimir Lvovitch Davydov. Symphonie Pathétique n ° 6. Composée par P. Tchaïkovski, Op. ??? ». Sur la même page figurent deux notes du compositeur. La première d'entre elles a été faite le jour où la partition a été terminée : « Je vous exhorte à vous assurer lors de l'écriture des parties que tous les marques dans les parties correspondent exactement à la partition. P. Tchaïkovski. 19 août 1893 ». La deuxième note a été ajoutée, semble-t-il, après la première représentation de la symphonie : « J'ai fait quelques corrections dans les 2e et 3e mouvements, qui ont besoin d'être reportées dans les parties !!! Demandez à M. Kleinecke d'assister à cette correction ».
L'arrangement autographe du compositeur pour piano à quatre mains a été perdu, mais une copie manuscrite contenant ses annotations est conservée dans les Archives d'État de Russie pour la littérature et l'art à Moscou (ф. 952, n ° 725a).

## Repères discographiques
- Wilhelm Furtwängler, concert avec la Philharmonique de Berlin, juin 1938 (EMI, Naxos)
- Ievgueni Mravinski, concert avec l'Orchestre philharmonique de Saint-Pétersbourg, 1960 (DG)
- Ricardo Muti, avec l'orchestre Philharmonia, 1979